# Mount Rich
Mount Rich är ett berg i Antarktis. Det ligger i Östantarktis. Australien gör anspråk på området. Toppen på Mount Rich är 1 207 meter över havet, eller 313 meter över den omgivande terrängen. Bredden vid basen är 3,2 km.
Terrängen runt Mount Rich är kuperad åt sydost, men åt nordväst är den bergig. Trakten är obefolkad. Det finns inga samhällen i närheten.